# ستیئا
شهر ستیئا (به رومانیایی: Slatina, Romania) در شهرستان اولت در کشور رومانی واقع شده‌ است. جمعیت این شهر ۷۹٬۱۷۱ نفر  است. در ارتفاع ۱۳۵ متر از سطح دریا واقع شده‌ است.